# Sint Maartens herrlandslag i fotboll
Sint Maartens herrlandslag i fotboll spelade sin första landskamp den 3 april 1992, då man mötte Caymanöarna hemma i en match som gällde kval till CONCACAF Gold Cup 1993, och vann med 4-2.

## Historik
Sint Maarten är egentligen en del av Nederländska Antillerna men har ett eget fotbollsförbund som är medlem av Concacaf.

### CONCACAF mästerskap
- 1941 till 1991 - Deltog ej
- 1993 - Kvalade inte in
- 1996 - Kvalade inte in
- 1998 - Kvalade inte in
- 2000 - Deltog ej
- 2002 - Deltog ej
- 2003 - Deltog ej
- 2005 - Drog sig ur
- 2007 - Deltog ej

### Karibiska mästerskapet
- 1989 - Deltog ej
- 1990 - Deltog ej
- 1991 - Deltog ej
- 1992 - Kvalade inte in
- 1993 - Första omgången
- 1994 - Kvalade inte in
- 1995 - Kvalade inte in
- 1996 - Kvalade inte in
- 1997 - Kvalade inte in
- 1998 - Deltog ej
- 1999 - Drog sig ur
- 2001 - Deltog ej
- 2005 - Drog sig ur
- 2007 - Deltog ej